# I, Frankenstein
Yo, Frankenstein (en inglés: I, Frankenstein) es una película australiana-estadounidense de acción y ciencia ficción del 2014, escrita y dirigida por Stuart Beattie y basada en la novela gráfica y el guion original de Kevin Grevioux. La cinta está protagonizada por Aaron Eckhart, Yvonne Strahovski y Bill Nighy[cita requerida] narrando la historia del Monstruo de Frankenstein, llamado Adam y que tomó el apellido de su creador, y cómo se ve envuelto en una guerra entre dos clanes inmortales en una ciudad antigua.

## Argumento
En 1795, el doctor Victor Frankenstein crea un monstruo con habilidades físicas sobrehumanas ensamblando partes de cadáveres y reanimándolo. Horrorizado por su creación, Frankenstein intenta destruirlo, pero el monstruo sobrevive y asesina a su esposa Elizabeth. Frankenstein lo persigue hasta el Ártico, pero sucumbe al clima frío. Cuando el monstruo regresa a casa para enterrar a Frankenstein, es atacado por demonios, pero luego es rescatado por dos gárgolas, Ophir y Keziah. Lo llevan a una catedral, donde el monstruo se encuentra con la reina gárgola Leonore y su segundo al mando, Gideon. Leonore explica que fueron creados por el Arcángel Miguel para luchar contra los demonios en la Tierra y proteger a la humanidad. Ella nombra a la criatura "Adán" y lo invita a unirse a ellos, pero él se niega y decide irse, cosa que ella acepta ya que, a pesar de tratarse de un ser sin alma, desea creer que posee una naturaleza humana latente a diferencia de Gideon, que demuestra rechazo por él y aboga por su exterminio. 
Por orden de la reina, Ophir y Keziah, únicas gárgolas que lo tratan como un amigo, dan a Adam un par de Hanbō con la marca de las gárgolas para protegerse ya que más demonios vendrán tras él; también le explican que las gárgolas solo pueden ser "ascendidas" , es decir ser destruidas y volver al cielo, si son atacados por seres sin alma; mientras que los demonios solo pueden "descender", volver al infierno tras destruir sus cuerpos, si son heridos por objetos consagrados o marcados con el símbolo de la Orden de las Gárgolas; también señalan que mientras que los demonios continuamente llegan a la Tierra, solo existen las gárgolas creadas originalmente por Miguel y con cada batalla su número se reduce. 
A pesar de ser invitado a unirse a la orden, Adam decide desligarse de humanos, demonios o gárgolas y buscar un lugar aislado donde ninguna de las tres especies lo encuentre ignorando que el diario de vida de Frankenstein, donde se describe el método con que fue creado, quedó en poder de Leonore, quien ordena ocultarlo en la catedral. Durante los siguientes doscientos años, Adam descubre que es inmortal y vive apartado de la sociedad, hasta el día que es localizado por un grupo de demonios a los que mata. Esto lo lleva a reincorporarse a la sociedad en la actualidad, donde busca y se enfrenta a un grupo de demonios. Durante la pelea, un oficial de policía muere accidentalmente. Esto hace que Adam sea apresado por las gárgolas como castigo. Un demonio Helek, que sobrevivió al ataque de Adam, informa al respecto a su líder, el príncipe demonio Naberius, quien vive bajo la identidad del multimillonario Charles Wessex, dueño del Instituto Wessex, donde ha empleado a los científicos Terra Wade y Carl Avery para investigar la reanimación de cadáveres. Naberius envía un grupo de demonios liderados por su guerrera más formidable, Zuriel, para atacar la catedral de las gárgolas y capturar a Adam con la intención de estudiarlo para crear un método para resucitar a los muertos.
En el ataque, muchos demonios mueren y 16 gárgolas, incluidas Ophir y Keziah, son "ascendidas", pero Zuriel captura a Leonore y la lleva a un teatro abandonado. Adam interroga a un demonio que le dice que su plan era capturar a Leonore y obligar a las gárgolas a cambiarla por Adam. Ya que Adam escapa después del ataque, Gideon les ofrece el diario por Leonore. Adam sigue a Zuriel al Instituto Wessex, donde descubre miles de cadáveres bajo tierra y se entera de que Naberius planea recrear el experimento de Frankenstein reanimando los cadáveres. Tras recuperar el diario y huir de las instalaciones, rastrea a Terra y le pide ayuda para comprender su contenido. Luego, dos son atacados por Zuriel, quien antes de ser derrotado revela que los demonios no pueden poseer cuerpos con alma, por lo que tras saber que Adam carece de alma, el objetivo de Naberius es reanimar los miles de cadáveres almacenados y usarlos como anfitriones para que los demonios lleguen a la tierra en cuerpos de superhumanos que les permitan destruir a la humanidad.
Adam advierte a las gárgolas restantes del plan de los demonios y accede a darles el diario si dan asilo a Terra, sin saber que la doctora ha sido capturada por Naberius, quien ha asesinado a Carl y ofrece a Terra utilizar lo que ha aprendido del diario para resucitarlo, ignorando que los demonios han modificado la máquina para que repita el proceso en todos los cadáveres almacenados. Leonore finge estar de acuerdo pero cuando Adam se va, ordena a Gideon a matarlo y recuperar el diario. Después de una pelea violenta Adam, quien carece de alma, asciende a Gideon y decide quemar el diario y destruir sus secretos.
Permitiendo que las gárgolas lo persigan, Adam los lleva al Instituto Wessex, donde descubren que todo lo que les contó es verdad, iniciando un ataque a gran escala a las instalaciones mientras Leonore y dos de sus asistentes descienden a la bóveda donde los cuerpos son reanimados. En la batalla que siguió, Adam entra en el instituto para rescatar a Terra y confronta a Naberius, quien lo reduce e intenta que convertirlo en recipiente para un nuevo demonio; sin embargo el ritual no funciona ya que Adam ha desarrollado un alma propia. Adam talla el símbolo de la Orden de las Gárgolas en Naberius y lo desciende al infierno. El instituto se derrumba y cae en un abismo, donde todos los demonios y cadáveres poseídos son destruidos, frustrando el plan de Naberius. Leonore rescata a Adam y Terra de caer también al abismo y regresan a la catedral.
Leonore perdona a Adam por la muerte de Gideon y Adam se despide de Terra. Adam narra que continuará defendiendo al mundo de los demonios mientras se declara a sí mismo "Frankenstein".

## Reparto
- Aaron Eckhart como Adam Frankenstein.
- Yvonne Strahovski como la doctora Terra Wade.
- Bill Nighy como Charles Wessex/Príncipe Naberius.
- Miranda Otto como Leonore.
- Jai Courtney como Gideon.
- Socratis Otto como Zuriel.
- Caitlin Stasey como Keziah.
- Mahesh Jadu como Ophir.
- Kevin Grevioux como Dekar.
- Steve Mouzakis como Helek.
- Aden Young como el doctor Víctor Frankenstein.
- Deniz Akdeniz como Barachel.
- Goran D. Kleut como Rekem.
- Virginie Le Brun como Elizabeth Lavenza-Frankenstein.
- Bruce Spence como Molokal.

## Producción
Kevin Grevioux, cocreador y actor en la serie de películas de Underworld, vendió el guion original de I, Frankenstein a Lakeshore Entertainment en 2010. La cinta está basada en la novela gráfica de Darkstorm Studios del mismo nombre, escrita por Grievoux. Lakeshore, una compañía independiente de producción de Los Ángeles (California) que también produjo las películas de Underworld, trajo a Stuart Beattie a bordo para volver a escribir y dirigir a principios de 2011. En noviembre de 2011, se confirmó que el rodaje tendría lugar en Melbourne (Australia) y que la productora australiana Hopscotch Features sería coproductora de la película junto con Lakeshore.
El rodaje comenzó el 27 de febrero de 2012, con sede en los Docklands Studios en Melbourne. El rodaje tuvo lugar en Victoria (Australia), durante un período de diez semanas, y varias escenas se filmaron en el Ormond College. La película creó más de 500 puestos de trabajo para el reparto y el equipo.
El 7 de octubre de 2011, se reveló que Aaron Eckhart interpretaría el papel principal. Eckhart describió a su personaje así: "Frankenstein es un ser inteligente, evolucionó en un hombre, y así es como es retratado en esta película, seguramente." En noviembre de 2011, Yvonne Strahovski fue elegida como la protagonista femenina, una científica que trabaja para reanimar a los muertos, mientras que Miranda Otto fue elegida como la reina de las gárgolas. Bill Nighy interpreta el villano de la película, a quien describió como un "sujeto desagradable, uno de los ángeles que desciende con Satanás." Eckhart y Otto entrenaron durante tres meses con expertos en artes marciales como Ron Balicki y Diana Lee Inosanto para aprender el arte marcial filipino de kali para las escenas de acción.

## Comercialización
Hubo un panel para promocionar la película en el Hall H de la Convención Internacional de Cómics de San Diego, el 20 de julio de 2013. El primer tráiler de la cinta fue lanzado el 4 de octubre de 2013.

## Estreno
La película fue estrenada en Estados Unidos el 24 de enero de 2014.